# 食螺龜屬
食螺龜屬又名食蝸龜屬（學名：Malayemys）是地龜科下的一個屬，分佈於柬埔寨、老撾、馬來西亞、泰國、越南，後來被引進到印度尼西亞。本屬部分物種及其特殊型態（例如：白化個體）而在中國的寵物市場上售賣。

## 物種
本屬目前已知有3種：
- Malayemys isan Sumontha, Brophy, Kunya, Wiboonatthapol & Pauwels, 2016[4]
- 呵叻食螺龜 Malayemys khoratensis [5]，异名：Malayemys isan
- 馬來食螺龜 Malayemys macrocephala
- 食螺龜 Malayemys subtrijuga